# Oligoaeschna buehri
Oligoaeschna buehri – gatunek ważki z rodziny żagnicowatych (Aeshnidae).